# 생클로드 (쥐라주)

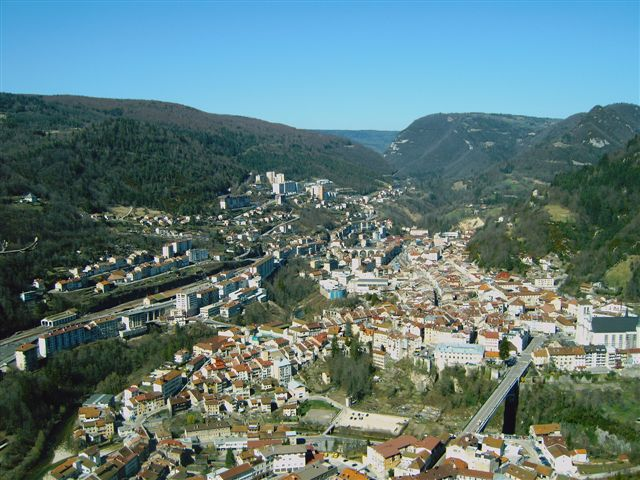

생클로드(Saint-Claude)는 프랑스 동부 부르고뉴프랑슈콩테 지방 쥐라 주에 위치한 지자체이다. 비엔강(Bienne) 유역에 위치해 있다. 인구는 2021년 기준 8,727명.

## 같이 보기
- 쥐라주 (프랑스)